# Баланещи
Баланещи (на румънски: Dealul Bălănești) е най-високият връх на Молдова, разположен в Централномолдовските възвишения, с височина 428,2 m н.в.
Склоновете на върха са покрити с льос. Разположен на вододел на реките Прут и Днестър. Този връх е покрит с гори на липа, ясен, клен, тук-там расте бук, круша, офика и череша. Под капака на горите расте бръшлян, Euonymus nanus, Cypripedium calceolus, момина сълза, кокиче, Corydalis, Pulsatilla patens, някои видове Falguera leptoesporiangiada, Clematis и няколко вида Орхидеи. В подножието на върха са извори на подземна вода.